# Michael Jacobus Macquelijn

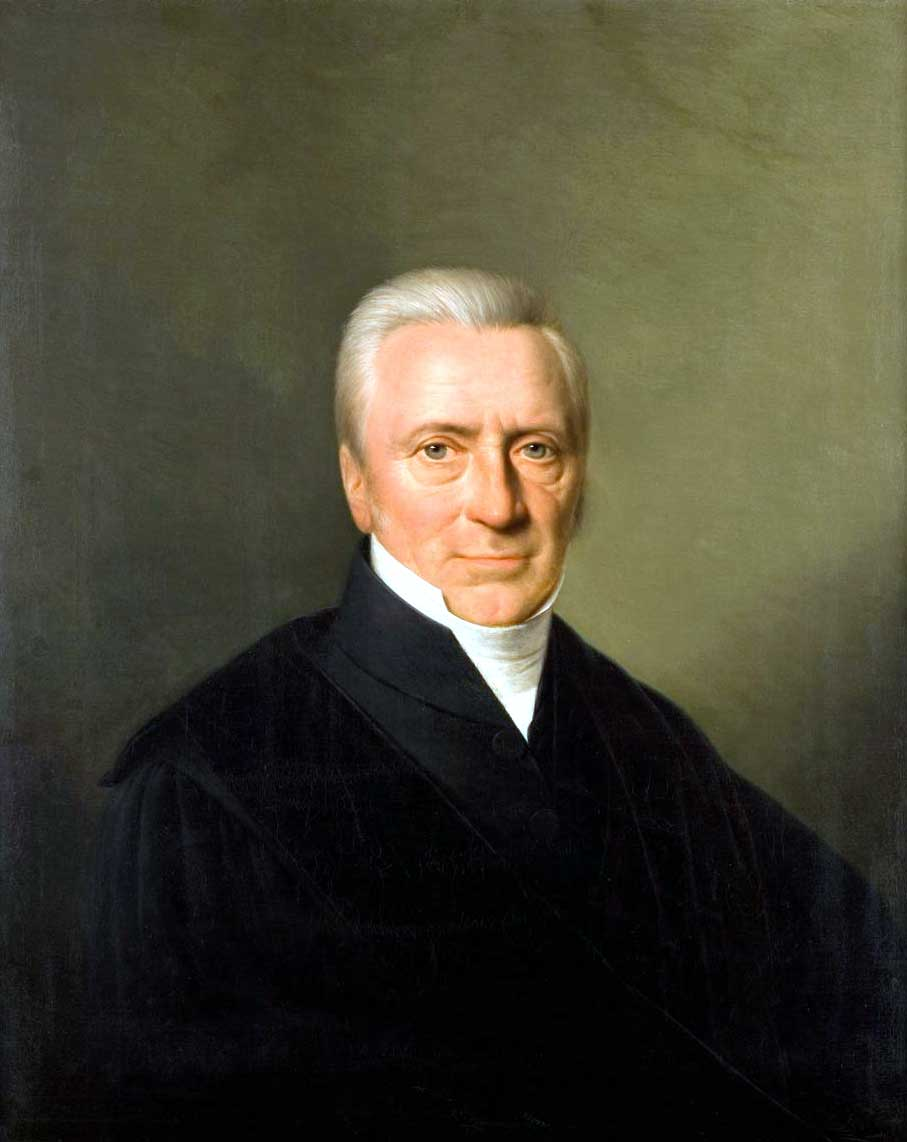
Michael Jacobus Macquelijn

Michael Jacobus Macquelijn (* 16. September 1771 in Delft; † 4. April 1852 in Leiden) war ein niederländischer Mediziner.

## Leben
Michael Jacobus Macquelijn war Sohn des Handelskapitäns Wouter Macquelijn und dessen Frau Jacoba van der Smak. Er hatte die Lateinschule seiner Geburtsstadt besucht. 1789 begann er ein Studium der Medizin an der Universität Leiden, wo er die Vorlesungen von Eduard Sandifort, Nicolaus Georgius Oosterdijk, Nicolaas Smallenburg und Sebald Justinus Brugmans besuchte. Nachdem er am 14. November 1795 mit der Abhandlung de Vomitu zum Doktor der Rechte promoviert wurde, wurde er praktischer Mediziner in seiner Heimatstadt. In Delft hatte er sich 1798 mit einer preisgekrönten Arbeit unter dem Titel Commentatio de lenta et difficili dentitione einen Namen gemacht. Er wurde im Februar 1799 Mitglied der Gesellschaft für Künste und Wissenschaften in Delft und wirkte von 1801 bis 1815 als Herausgeber, sowie Redakteur des Geneeskundig Magazyn. 1806 wurde er Mitglied der provinziellen medizinischen Kommission in Den Haag.
Im Laufe der Zeit erwarb er sich einen immer bedeutenderen Namen. Daher wurde er am 18. September 1824 als Professor der praktischen Medizin an die Universität Leiden berufen, welches Amt er am 2. Oktober desselben Jahres mit der Rede Oratio de Medicinae practicae Doctore fideli artis Historico antrat. Hier beteiligte er sich auch an den organisatorischen Aufgaben der Hochschule und war 1829/30 Rektor der Alma Mater. Das Amt legte er mit der Rede Oratio de nonnullis philosophiae Naturalis partibus, cum institutione Medicinae arctius conjungendis nieder. Nachdem er 1841 aus seiner Professur emeritiert wurde, hielt er noch zwei Jahre lang Vorlesungen. Fast völlig erblindet starb er schließlich. Von ihm sind nur einige Abhandlungen in den medizinischen Fachzeitschriften seiner Zeit in den Niederlanden bekannt. Seine Bedeutung liegt vor allem auf dem Gebiet der praktischen Ausbildung von Medizinern der Niederlande.
Macquelijn hatte am 16. November 1789 Petronella Johanna (Pierrotte Jeanette) van Egmond (get. 31. Januar 1776 in Delft; † 26. September 1857 in Leiden), die Tochter Gijsbertus van Egmond und dessen Frau Cornelia Margareta de Vechter geheiratet. Aus der Ehe sind die Kinder Wouter Macquelijn (* 1805; † 3. November 1835 in Utrecht) und Petronella Johanna Macquelijn (* 18. Oktober 1814 in Delft; † 4. April 1871 in Oud-Beijerland) und Cornelia Margaretha Maquelijn (* 23. Dezember 1801 in Delft; † 4. Januar 1880 ebd.) verheiratet mit Jacobus Cornelis Broers, bekannt.

## Weblink
- Delftse Biografieën (PDF; 183 kB)

| Personendaten    | Personendaten               |
| ---------------- | --------------------------- |
| NAME             | Macquelijn, Michael Jacobus |
| KURZBESCHREIBUNG | niederländischer Mediziner  |
| GEBURTSDATUM     | 16. September 1771          |
| GEBURTSORT       | Delft                       |
| STERBEDATUM      | 4. April 1852               |
| STERBEORT        | Leiden                      |